# Olodio
Olodio est une ville de l'ouest de la Côte d'Ivoire, proche du Libéria, située dans le département de Tabou. Administrativement, c'est une sous-préfecture.

## Administration
| Date d'élection | Identité | Parti    | Qualité         | Statut |
| --------------- | -------- | -------- | --------------- | ------ |
| 1980            |          | PDCI-RDA | Homme politique | élu    |
| 1985            |          | PDCI-RDA | Femme politique | élu    |
| 1990            |          | PDCI-RDA | Femme politique | élu    |
| 1995            |          | PDCI-RDA | Homme politique | élu    |
| 2001            |          | RDR      | Homme politique | élu    |

## Éducation
C'est à Elima, au sud du pays, que sera créée la première école officielle le 8 aout 1887 avec pour instituteur Fritz-Emile Jeand'heur venu d'Algérie. Elle comptait alors 33 élèves africains qui seront les premiers lecteurs en langue française. Elle fonctionnera pendant 3 ans avant d'être transférée en 1890 à Assinie par Marcel Treich-Laplène, le nouveau résident de France. Le 1er mars 1904, il y avait 896 élèves en Cote d'Ivoire pour une population estimée un peu supérieure à 2 millions d'habitants.
Olodio accueillera l'une des 18 écoles de village créées en 1903. Elle comportait 24 élèves encadrés par un instituteur.